# Knallerfrauen
Knallerfrauen mit Martina Hill ist eine deutsche Sketchcomedy-Serie, die erstmals 2011 auf Sat.1 ausgestrahlt wurde. Die Serie ist die erste eigene Sendung von Martina Hill. Die Regie führte Marco Musienko. Die vierte Staffel wurde vom 16. Oktober bis 27. November 2015 ausgestrahlt.

## Inhalt
Hill spielt verschiedene Figuren in den unterschiedlichsten Alltagsszenen. Der Humor entsteht meist aus dem Kontrast ihres ungewöhnlichen Auftretens zu den eher alltäglichen Reaktionen der anderen Protagonisten. Die Witze und Sketche basieren zum Teil auf der französischen Sketchcomedy-Serie Vous les Femmes. In China erreichte Knallerfrauen eine so große Popularität, dass dort auch eine chinesische Version produziert wurde.

## Besetzung
| Schauspieler/in          | Rolle               | Episoden |
| ------------------------ | ------------------- | -------- |
| Martina Hill             | verschiedene Rollen | 1–32     |
| Maja Beckmann            | verschiedene Rollen | 1–32     |
| Matthias Deutelmoser     | verschiedene Rollen | 1–32     |
| Michael Krabbe           | verschiedene Rollen | 1–32     |
| Marc Benjamin Puch       | verschiedene Rollen | 1–32     |
| Anna Schäfer             | verschiedene Rollen | 1–32     |
| Jasper Smets             | verschiedene Rollen | 1–32     |
| Claus Dieter Clausnitzer | Vater               | 1–32     |
| Peggy Lukac              | Mutter              | 1–32     |
| Lara Sophie Schmitz      | Baby                | 1–16     |
| Maurizio Magno           | Kind                | 2–12     |
| Tjadke Biallowons        | Tjadke              | 9–32     |
| Alexander Koll           | verschiedene Rollen | 9–32     |
| Andreas Jancke           | verschiedene Rollen | 25–32    |

## Rezeption

### Einschaltquoten
Beim Gesamtpublikum startete die erste Folge am 25. November 2011 von Knallerfrauen mit 2,78 Millionen Zuschauern, was 10,7 Prozent Marktanteil entsprach. In der Hauptzielgruppe der 14- bis 49-Jährigen wurden 2,07 Millionen erreicht, der Marktanteil lag in dieser Gruppe bei 19,2 Prozent.
Im Durchschnitt sahen 1,76 Millionen Zuschauer die erste Staffel von Knallerfrauen und man erzielte beim Gesamtpublikum 7,5 Prozent Marktanteil. In der Zielgruppe 14 bis 49 sahen durchschnittlich 1,21 Millionen Zuschauer zu, was einem Marktanteil von 12,3 Prozent entsprach.
2012 belegte die Sendung mit 1,4 Millionen Zuschauern Platz 5 der erfolgreichsten Comedy-Formate bei den 14- bis 49-Jährigen. 2014 belegte die Sendung mit 1,1 Millionen Zuschauer Platz 4 der erfolgreichsten Comedy-Formate bei den 14- bis 49-Jährigen. 2015 belegte die Sendung mit 1,4 Millionen Zuschauern Platz 2 der erfolgreichsten Comedy-Formate bei den 14- bis 49-Jährigen.

### Auszeichnungen
- Deutscher Comedypreis
  - 2012: Auszeichnung in der Kategorie Beste Sketchcomedy
  - 2013: Nominierung in der Kategorie Beste Sketchcomedy
  - 2014: Nominierung in der Kategorie Beste Sketchcomedy
  - 2016: Nominierung in der Kategorie Beste Sketch-Show
- Deutscher Fernsehpreis
  - 2012: Auszeichnung in der Kategorie Beste Comedy
  - 2014: Nominierung in der Kategorie Beste Comedy
- Grimme-Preis
  - 2016: Nominierung in der Kategorie Unterhaltung/Spezial für Martina Hill

### YouTube-Kanal
Mitte Februar 2013 wurde für die Sketchshow ein eigener YouTube-Kanal unter dem gleichnamigen Titel eröffnet, der derzeit mehr als 1,4 Millionen Abonnenten  und über 1,3 Milliarden Videoaufrufe  zählt. Seit dem 26. Oktober 2018 werden ebenfalls Sketche aus der Comedyshow Die Martina Hill Show auf diesem Kanal veröffentlicht.

## DVD-Veröffentlichungen
Deutschland
- Die erste Staffel erschien am 16. März 2012 auf DVD.[10]
- Die zweite Staffel erschien am 7. Dezember 2012 auf DVD.[11]
- Die dritte Staffel erschien am 11. April 2014 auf DVD.[12]
- Die vierte Staffel erschien am 25. März 2016 auf DVD.[13]